# Bungalow

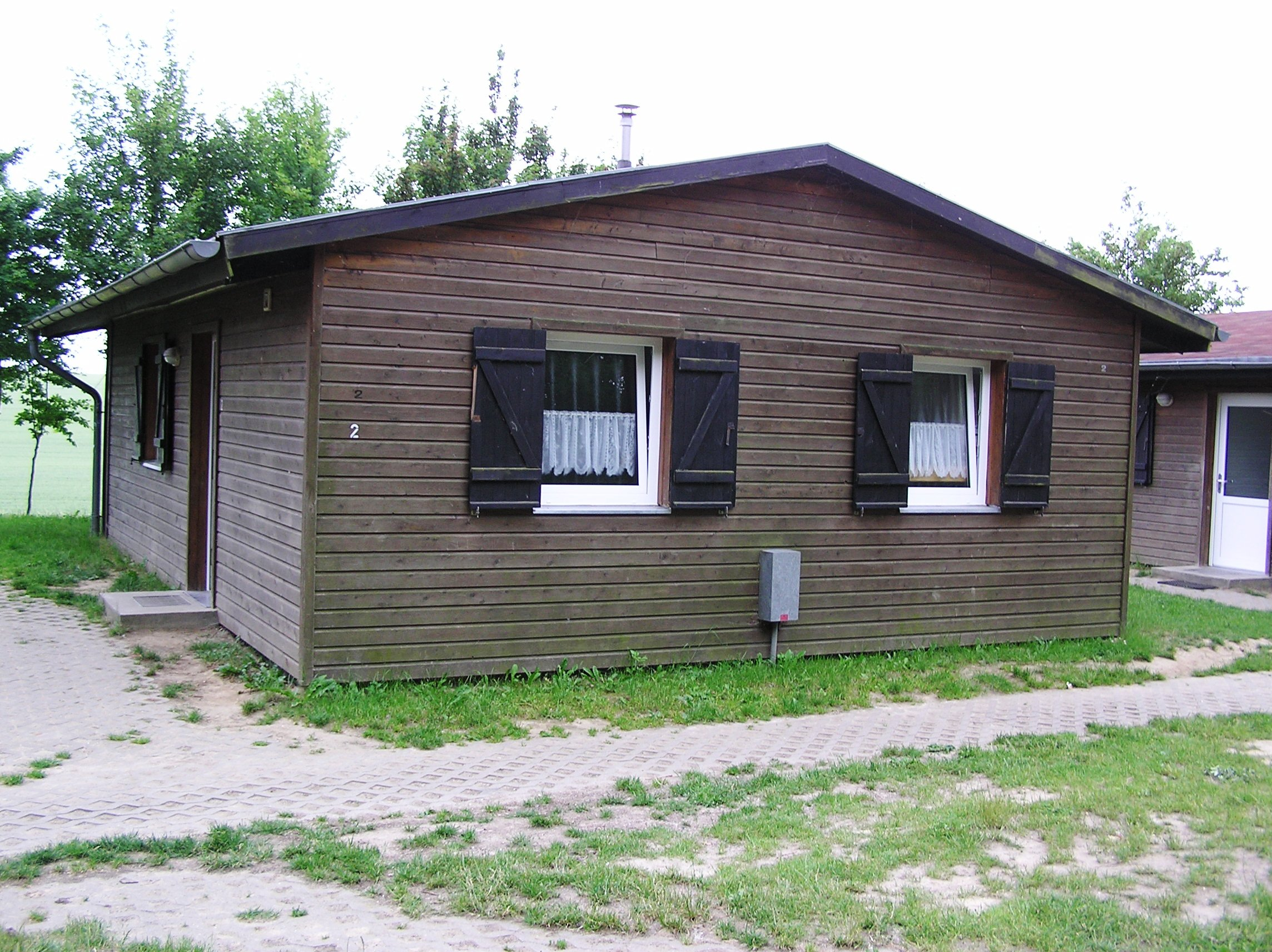
Ein Bungalow mit Satteldach

Ein Bungalow (englisch/angloindisch bungalow von Gujarati: બંગલો, baṅglo bzw. Hindi: बंगला baṅglā; zu baṅgālī = bengalisch, [Haus] aus Bengalen) ist ein meist eingeschossiges Haus, das verschiedene Dachformen aufweisen kann. Oftmals wird der Begriff im Zusammenhang mit Ferienhäusern und Sommerhäusern gebraucht.

## Geschichte des Bungalows
Das Wort kommt aus den nordindischen Sprachen und bedeutet wörtlich „Bengalisches“, also ein Haus in bengalischer Art.
Die Benennung rührt daher, dass in der geografischen Region Bengalen im Nordosten Südasiens im 18. Jahrhundert die britischen Kolonisten sich die Bauweise der einheimischen Hütten zum Vorbild nahmen, um in ähnlicher Weise Häuser beispielsweise für ländliche Aufenthalte zu bauen. Die traditionellen bengalischen Dorfhäuser sind eingeschossig und haben eine breite Veranda über die gesamte Eingangsfront.
In Deutschland erlebten Bungalows als Wohnform in den 1960er Jahren ihre Blütezeit. Ausgehend von den USA, in denen Bungalows in Holzrahmenbauweise seit jeher zu den am weitesten verbreiteten Hausformen gehören, wurden auch hier oft luxuriös ausgestattete Bungalows zu einer beliebten Hausform, gern auch als Winkelbungalow mit Flachdach oder Walmdach. Ein herausragendes Beispiel hierfür ist der 1963 vom Architekten Sep Ruf entworfene Kanzlerbungalow in Bonn, der den deutschen Bundeskanzlern von 1964 bis 1999 als Wohnung und für Empfänge in privater Umgebung zur Verfügung stand und seit 2001 unter Denkmalschutz steht.

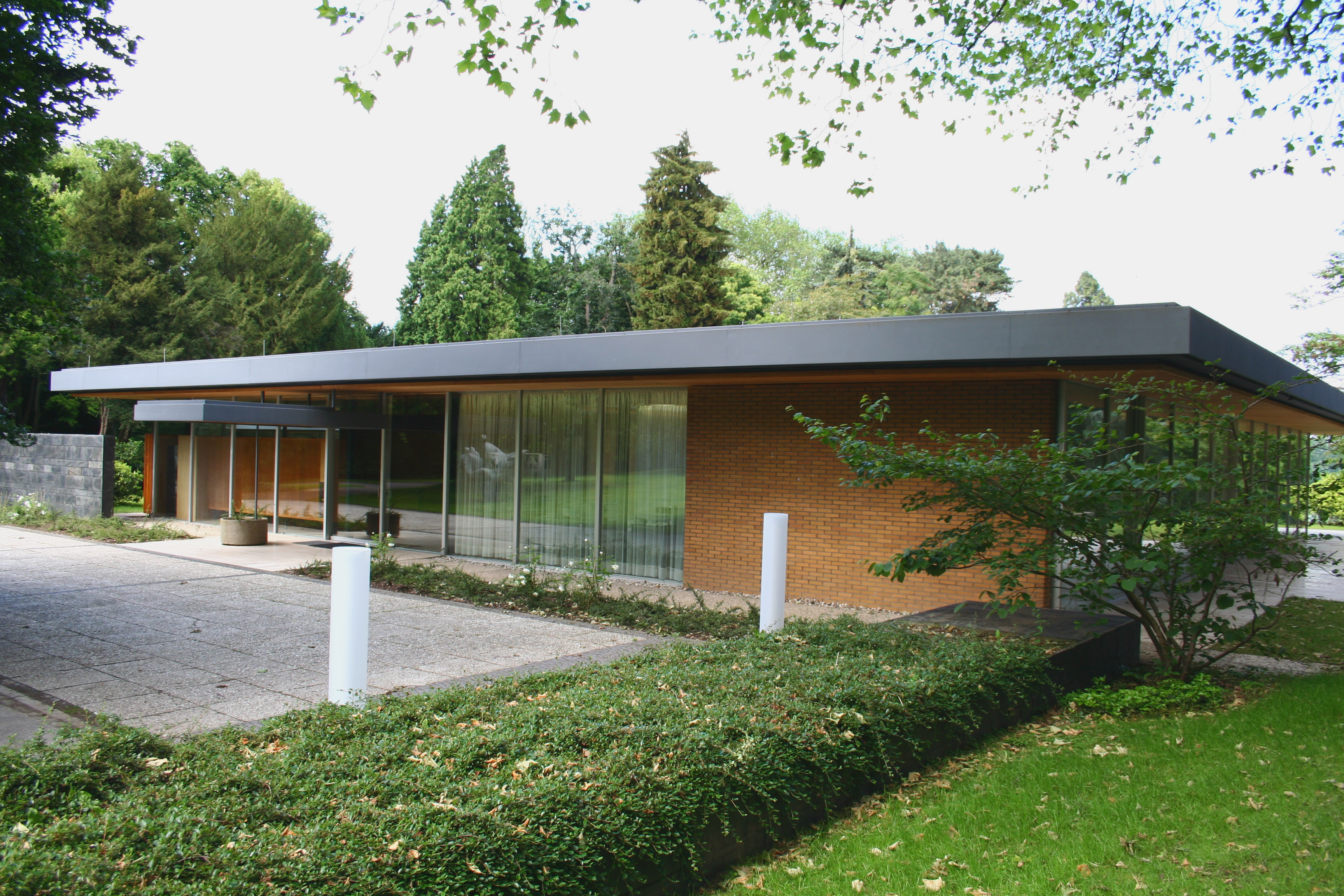
Der Kanzlerbungalow in Bonn
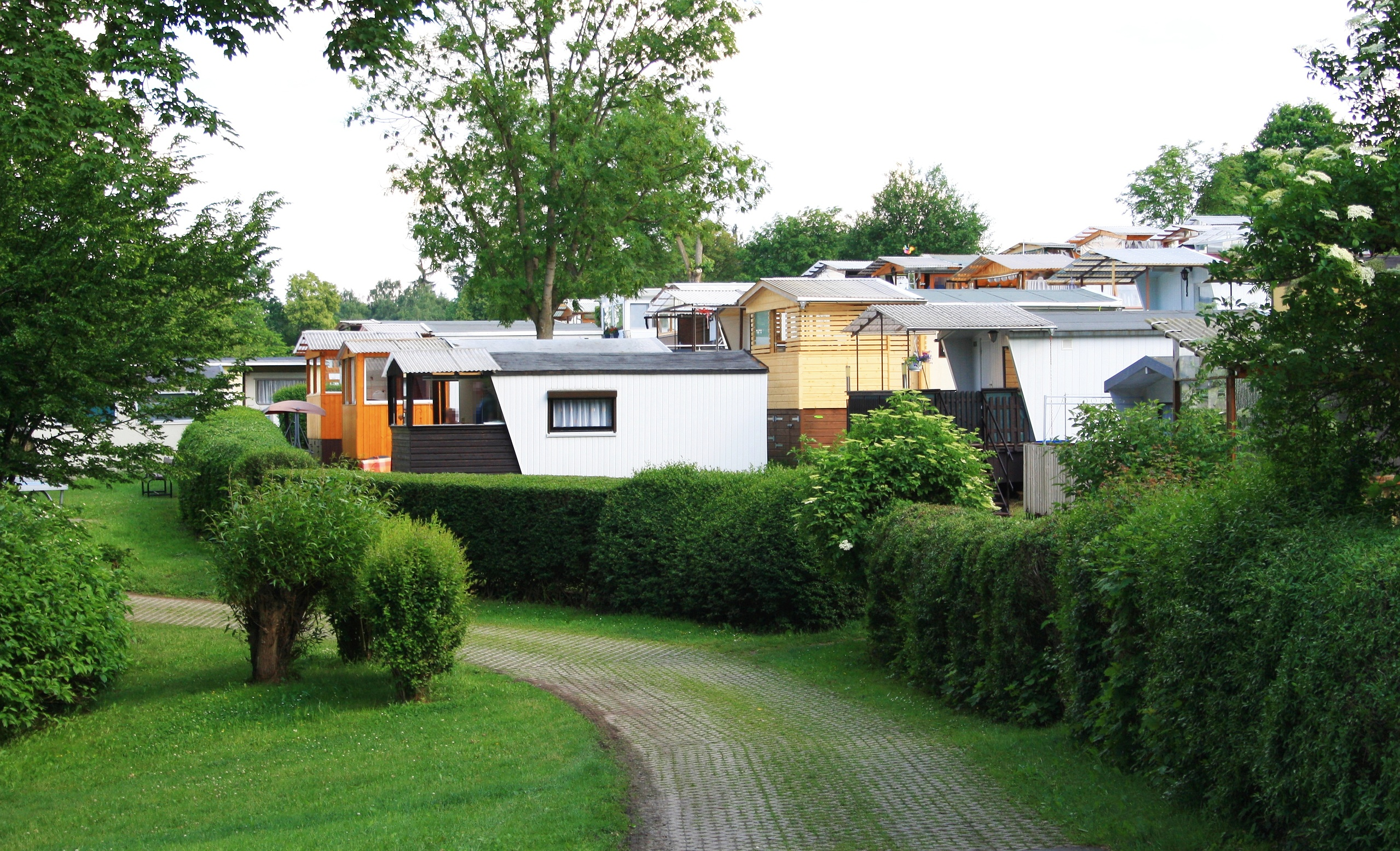
Bungalowsiedlungen sind im Osten Deutschlands weit verbreitet
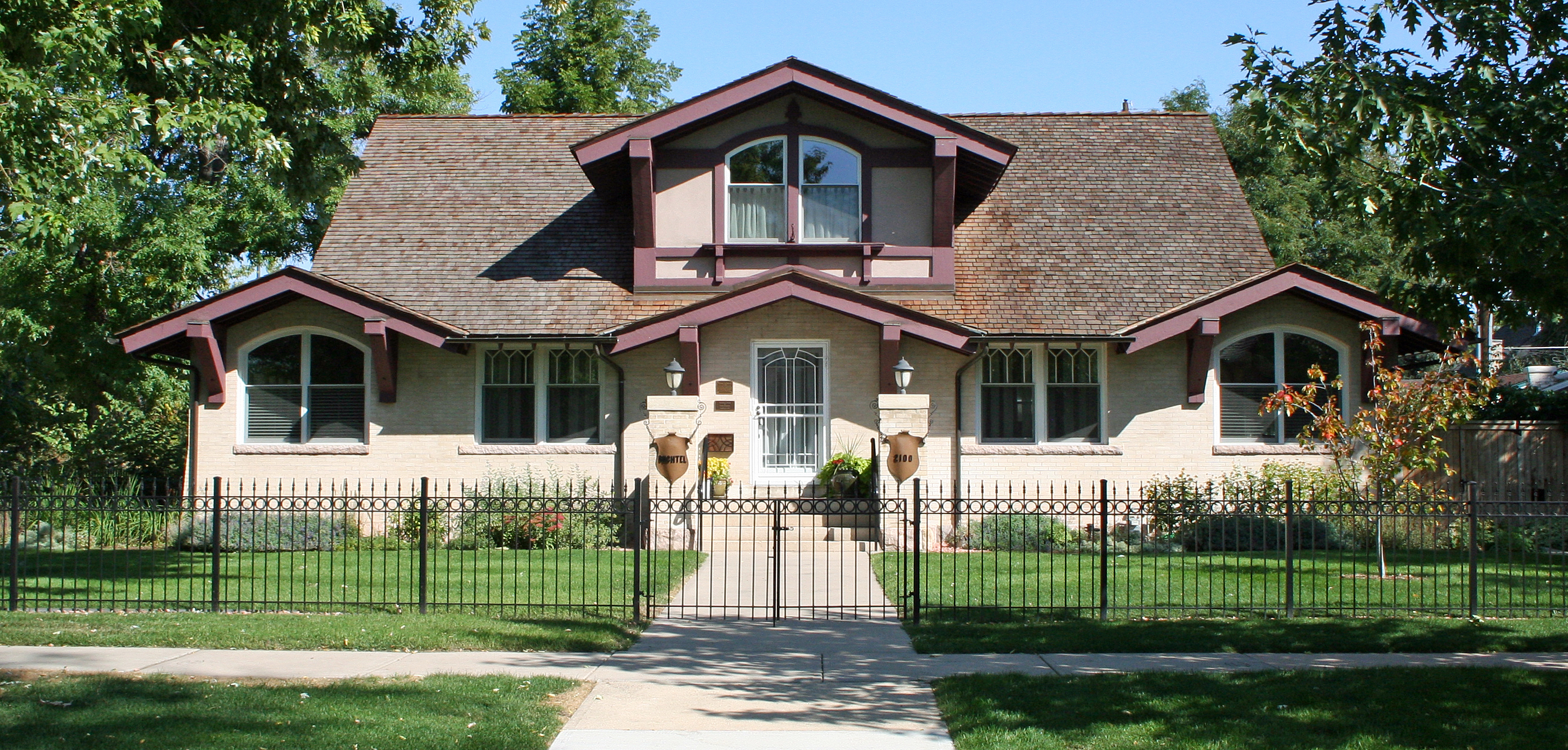
Der Buchtel-Bungalow in Denver
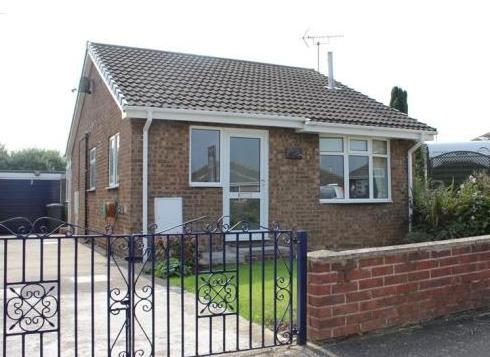
Bungalow im Vereinigten Königreich
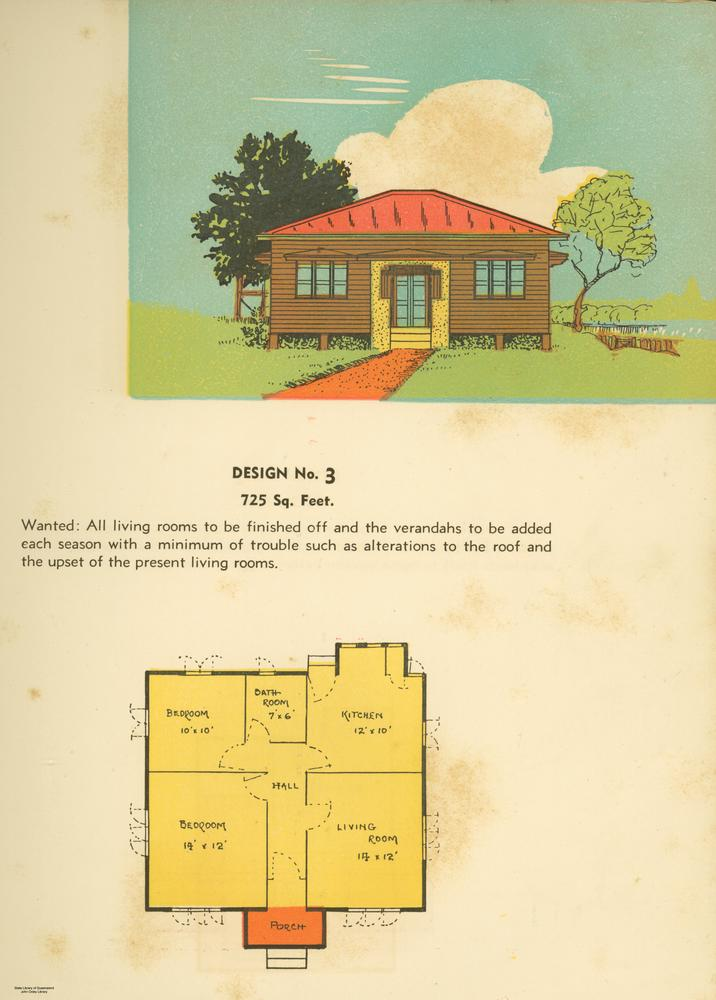
Aufriss und Grundriss eines australischen Wohnhauses in Bungalowbauweise, 1939

## Sonstiges
Bungalows haben gewisse Vorteile wie zum Beispiel das barrierefreie Wohnen auf einer Ebene, wobei Wohn- und andere Räume nebeneinander angeordnet werden. Allerdings sind viele Bungalows unterkellert. Weiter muss auf die Statik tragender Wände weniger Rücksicht genommen werden.